# El perdó (pel·lícula de 2020)
El perdó (originalment en persa, قصیده گاو سفید; transcrit com a Ghasideyeh gave sefid) és una pel·lícula dramàtica iraniana del 2020 codirigida per Behtash Sanaeeha i Maryam Moghaddam, que també l'han escrita juntament amb Mehrdad Kouroshniya.
La pel·lícula es va estrenar al 38è Festival de Cinema de Fajr. L'11 de febrer de 2021, la Berlinale va anunciar que la pel·lícula tindria la seva estrena mundial al 71è Festival Internacional de Cinema de Berlín a la secció de la Competició de la Berlinale, el març de 2021. La cinta va ser nominada al premi Nou Talent del Festival de Cinema Asiàtic de Hong Kong de 2021.
El 3 de juny de 2022 es va estrenar la versió doblada al català a les sales de cinema.

## Sinopsi
La vida de la Mina es capgira quan s'assabenta que el seu marit era innocent del crim pel qual va ser executat.

## Repartiment
- Maryam Moqadam com a Mina
- Alireza Sani Far com a Reza
- Pouria Rahimi com al germà d'en Babak
- Farid Ghobadi com a company de la Reza
- Lili Farhadpour com la veïna de la Mina
- Avin Poor Raoufi[8]

## Premis i nominacions
| Any  | Premi/Certamen                                         | Categoria                         | Nominat/s                                             | Resultat  |
| ---- | ------------------------------------------------------ | --------------------------------- | ----------------------------------------------------- | --------- |
| 2020 | Festival de Cinema de Fajr                             | Millor guió                       | Behtash Sanaeeha, Maryam Moqadam, Mehrdad Kouroshniya | Nominats  |
| 2020 | Festival de Cinema de Fajr                             | Millor actriu protagonista        | Maryam Moqadam                                        | Nominada  |
| 2021 | Festival Internacional de Cinema de Berlín             | Premi del Públic de la Competició | Behtash Sanaeeha                                      | Nominat   |
| 2021 | Festival Internacional de Cinema de Berlín             | Ós d'Or                           | Behtash Sanaeeha                                      | Nominat   |
| 2021 | Fünf Seen Filmfestival                                 | Premi del Públic                  | Behtash Sanaeeha                                      | Nominat   |
| 2021 | Festival de Cinema de Jerusalem                        | Premi de Cinema Internacional     | Behtash Sanaeeha                                      | Nominat   |
| 2021 | Der Neue Heimatfilm                                    | Millor pel·lícula                 | Behtash Sanaeeha                                      | Guanyador |
| 2021 | Festival de Cinema de Zuric                            | Ull d'Or                          | Behtash Sanaeeha                                      | Nominat   |
| 2021 | Festival de Cinema de Zuric                            | Menció Especial                   | Behtash Sanaeeha                                      | Guanyador |
| 2021 | Festival de Cinema Asiàtic de Hong Kong                | Premi Nou Talent                  | Behtash Sanaeeha                                      | Nominat   |
| 2022 | Associació de Crítics i Escriptors de Cinema de l'Iran | Millor guió                       | Behtash Sanaeeha, Maryam Moqadam, Mehrdad Kouroshniya | Nominats  |
| 2022 | Associació de Crítics i Escriptors de Cinema de l'Iran | Millor actriu protagonista        | Maryam Moqadam                                        | Nominada  |